# Sony Ericsson W710i

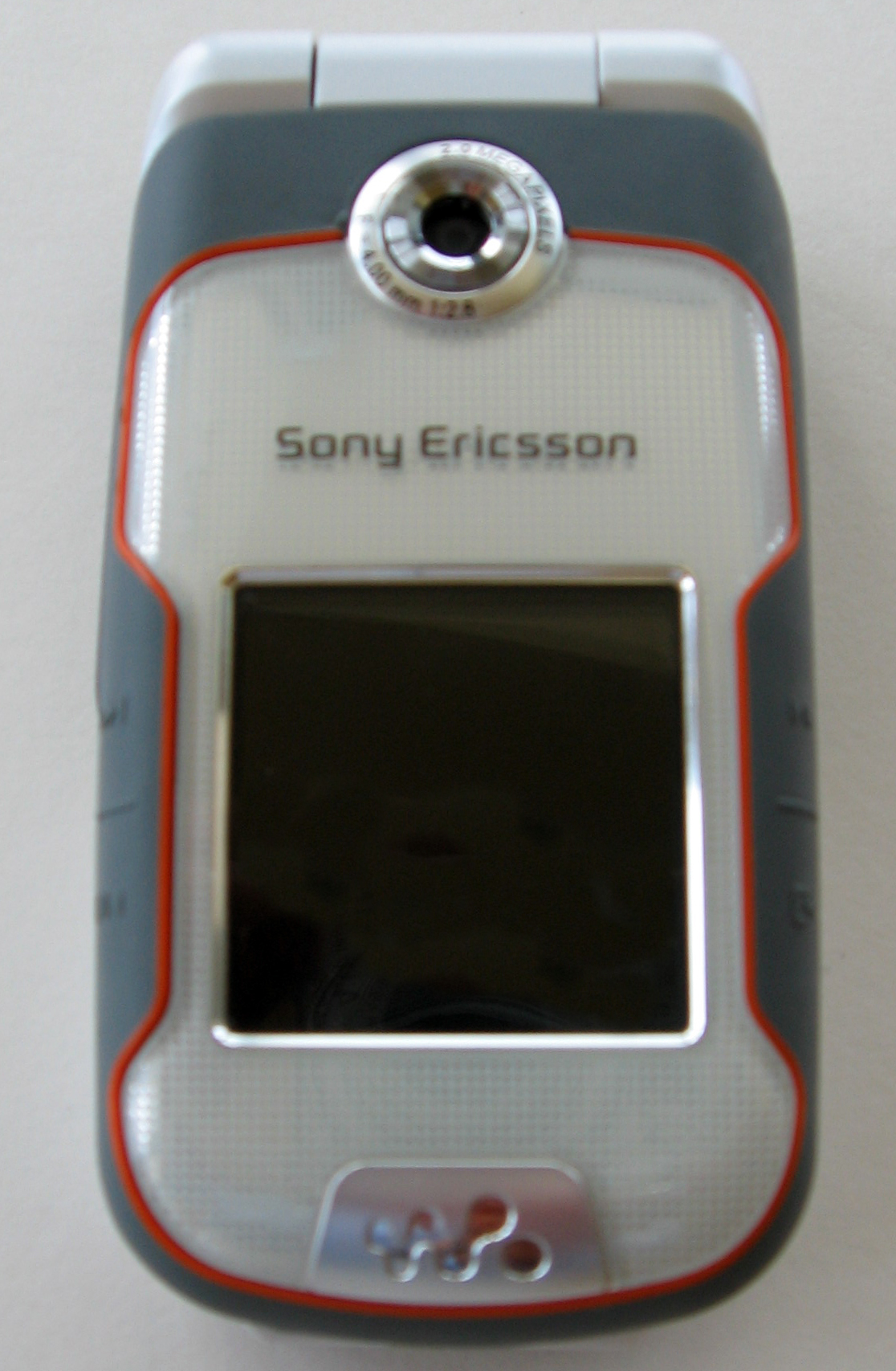
Sony Ericsson w710i.

Sony Ericsson W710i är en sportig, vikbar mobiltelefon från år 2006.

## Funktioner
- Skärm: 176*220px (262144 färger)
- Walkmanspelare
- 2megapixelkamera med videoinspelning
- Track-ID
- Högtalare
- Bluetooth
- IR
- T9-inmatning
- Sms/mms
- Flygplansläge
- Stöd för Java-program och 3D-spel
- Plats för minneskort: Memory Stick Micro M2  (upp till 2GB)